# كليبر بيوت
كليبر بيوت (بالفرنسية: Kléber Piot)‏ ولد بتاريخ 20 أكتوبر 1920 في سان دينس، سين سان دوني، فرنسا، وتوفي في 5 يناير 1990 في فرنسا، كان دراج فرنسي.

## روابط خارجية
- كليبر بيوت على موقع أرشيف الدراجات (الإنجليزية)
- كليبر بيوت على موقع إحصائيات الدراجات الإحترافية (الإنجليزية)
- كليبر بيوت على موقع CycleBase (الإنجليزية)